# Back Stage (curta-metragem)
Back Stage é um curta-metragem mudo norte-americano de 1917, do gênero comédia, dirigido por Arvid E. Gillstrom e estrelado por Oliver Hardy.

## Elenco
- Billy West - Props

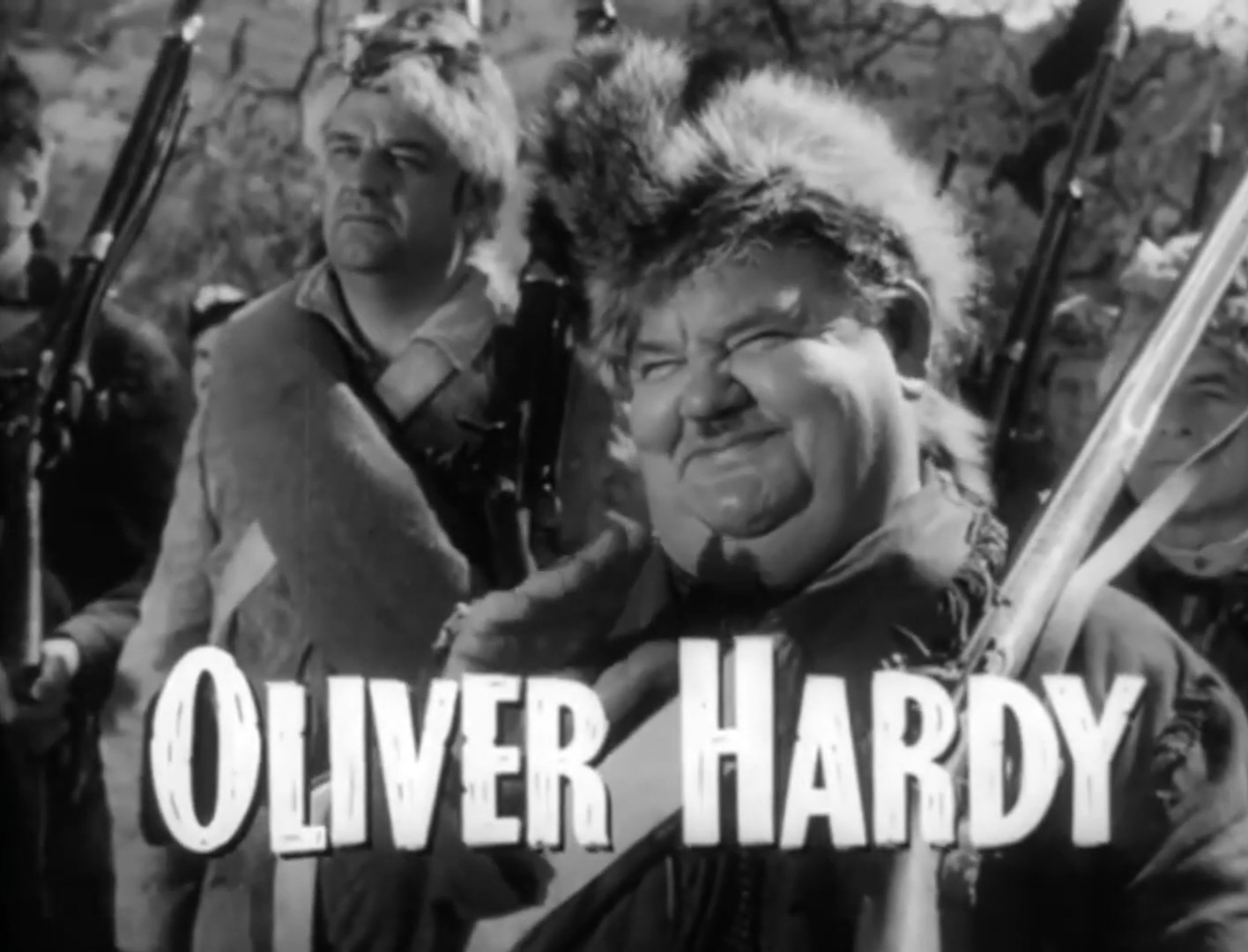
Oliver Hardy

- Ethel Marie Burton - Ethel (como Ethel Burton)
- Polly Bailey - (como Polly Van)
- Joe Cohen
- Ethelyn Gibson - (como Ethelynne Gibson)
- Oliver Hardy - (como Babe Hardy)
- Florence McLaughlin - (como Florence McLoughlin)
- Bud Ross - (como Budd Ross)
- Leo White